# Simón de Castelblanco
Fray Simón de Castelblanco, Castel-Blanco o Branco o Castelobranco, que usó el pseudónimo de una persona real, probablemente su pariente, Rodrigo Correa Castelblanco (Lisboa ¿? - Madrid, 1691), escritor barroco portugués de expresión española del siglo XVII.

## Biografía
Era hijo de Luis Fernández y de María Manuel y profesó en la orden de los agustinos, la misma de fray Luis de León, en Salamanca (1629). Cobró fama de buen predicador en Madrid y residió durante muchos años en el Convento de San Felipe el Real; allí se comprueba la presencia de su firma en los libros de consulta de la casa desde 1671 hasta 1691. En atención a sus méritos le fue concedido el título y exenciones de exprovincial de Castilla en 1672. La última referencia que se tiene de su existencia data de 1691, cuando debía ya contar muchos años. Con su nombre natural publicó además Virtudes y milagros en vida y muerte del Reverendo Padre Fray Juan de Sahagún. Por ser fraile y para evitarse los problemas que le daría su vocación literaria, usó el nombre del militar Rodrigo Correa (de) Castelblanco, sargento mayor del Tercio de Granada, maestre de campo y alcaide del Peñón y, en 1689, gobernador de Gaeta, para publicar su novela Trabajos del vicio; en el prólogo, además, aclara que no es el verdadero autor y que le pidió un amigo que lo amparase con su nombre. La crítica ha restablecido el verdadero autor.

## Obras
- Trabajos del vicio, afanes del amor vicioso, Monstruos de la ingratitud, exemplos para la enmienda, políticas para el acierto, reducidas a la historia de un sugeto de modernas experiencias, Madrid: Lopes García de la Iglesia, 1680. Reimpreso con el título de Traiciones de la hermosura y fortunas de Don Carlos, trabajos del vicio, exemplos para la enmienda, políticas para el acierto, reducidas a sucessos exemplares Madrid: Lorenzo García de la Iglesia, 1684.
- Carta apologética del padre fray Simón de Castelblanco... remitida a Joseph Pellicer, c. 1676.
- Virtudes y milagros en vida y muerte del Reverendo Padre Fray Juan de Sahagún. Madrid: Imprenta Real, 1669.